# 巴伦西纳德拉孔塞普西翁
巴伦西纳德拉孔塞普西翁，是西班牙安达卢西亚自治区塞维利亚省的一个市镇。总面积25平方公里，总人口6950人（2001年），人口密度278人/平方公里。